# Tasman Cargo Airlines

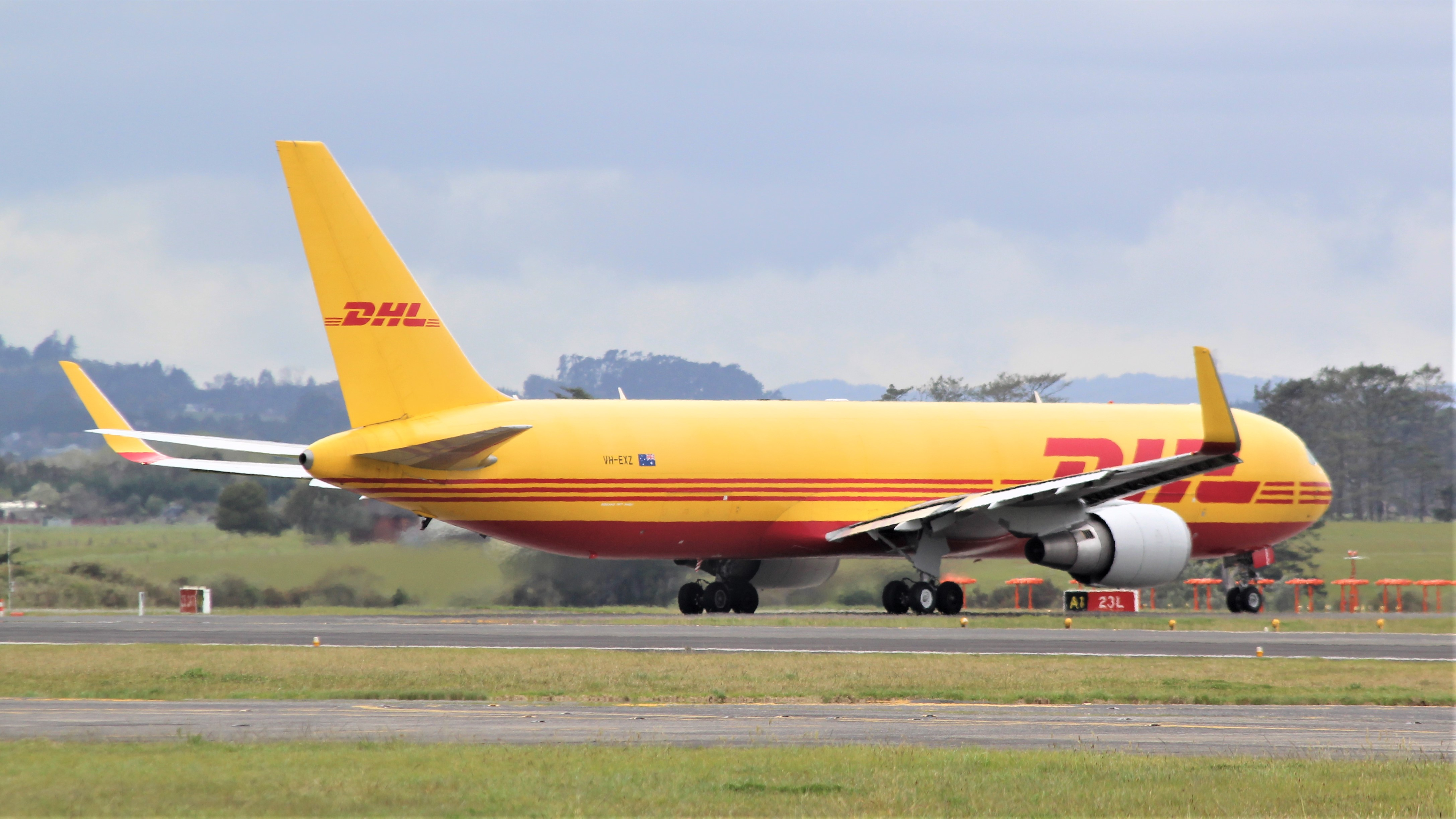
Le Boeing 767 de Tasman Cargo Airlines à l'aéroport d'Auckland

Tasman Cargo Airlines (Code AITA : HJ ; code OACI : TMN) est une compagnie aérienne cargo qui a ses sièges à Sydney en Australie et à Auckland en Nouvelle-Zélande. Elle assure des vols entre l'aéroport Kingsford-Smith de Sydney et l'aéroport d'Auckland pour DHL, ainsi que les vols charter à travers l'Asie-Pacifique.
La compagnie exploite un avion, un Boeing 767-300F.